# Piroluzit
Piroluzit je mineral kemijskog sastava MnO2 i najvažnija je ruda mangana. Mangan se dobiva iz MnO2 redukcijom pomoću natrija, magnezija, aluminija ili elektrolizom.Tvrdoće je 3 do 3,5 po mohsovoj ljestvici. 
Ležišta manganovih ruda pronađena su u Hrvatskoj u Ivanščici (Prigorec) te duž oboda Petrove gore (Gornji Budački, Cetingrad, Kuplensko) i u oba se područja svojedobno rudarilo. Manje pojave manganove mineralizacije kojima su se bavili istraživači otkrivene su još u Medvednici (Velika Gora), Požeškoj gori (Srednji Lipovac), Posavini (Osekovo) te u Velebitu (Donje Pazarište, Trnovac)
- Piroluzit (dendritni)
- Piroluzit (igličasti)
- Piroluzit (grozdasti)

## Vanjske poveznice
- Pyrolusite, mindat.org